# Tratto discendente

La “parte discendente” è la parte del carattere che si trova al di sotto della linea di base.

In tipografia, con tratto discendente si intende la porzione di una lettera dell'alfabeto latino che si estende al di sotto della linea di base (in inglese baseline); la misura di questa dimensione viene anche detta parte discendente o occhio inferiore.
Per esempio nella lettera y il tratto discendente è la "coda" ovvero la porzione di linea diagonale che oltrepassa la v creata dalla convergenza delle due linee.
In molti caratteri il tratto discendente è riservato alle minuscole come ad esempio g, p e y. Alcuni font, in ogni caso, impiegano i tratti discendenti per alcuni numeri (tipicamente 3, 4, 5, 7 e 9). Questo disegno dei numeri viene definito vecchio stile. (Alcuni caratteri corsivi, ad esempio il Computer Modern italic, hanno un'asta discendente sul numero 4 ma non sugli altri numeri. Questi font sono considerati vecchio stile.) Dei fonts usano dei tratti discendenti per i tagli di alcune lettere maiuscole come J e Q.
La parte del carattere che si estende oltre la parte mediana viene definito tratto ascendente.